# Sur la télévision
 (janvier 2020).
Si vous disposez d'ouvrages ou d'articles de référence ou si vous connaissez des sites web de qualité traitant du thème abordé ici, merci de compléter l'article en donnant les références utiles à sa vérifiabilité et en les liant à la section « Notes et références ».
Sur la télévision est un livre de Pierre Bourdieu retranscrivant le contenu de deux émissions télévisées de Gilles l'Hôte : Sur la télévision et Le champ journalistique, réalisées et diffusées en 1996, dans le cadre d'une série de cours du Collège de France. L'ouvrage présente, sous une forme claire et synthétique, les acquis de la recherche sur la télévision. Sur la télévision (qui démontre la censure invisible qui s'exerce sur le petit écran) est suivi d'un article reprenant les mêmes thèmes de façon plus théorique : L'emprise du journalisme (qui explique comment la télévision, qui domine le monde du journalisme, a profondément altéré le fonctionnement de nombreux univers tel que l'Art, la littérature, la philosophie, la politique, la justice et la science).
Sans reprendre précisément la structure de l'oeuvre, on peut dégager trois axes :
- la tension au sein du journalisme entre « professionnalisme pur » et « activité commerciale »
- l’effet d’homogénéisation lié à la concurrence
- l’emprise du journalisme sur les autres champs du fait de la médiatisation et des stratégies de communication.

## Plan
L'ouvrage est composé de deux parties :
1. Le plateau et ses coulisses
2. La structure invisible et ses effets

suivies de l'annexe : L'emprise du journalisme

## Journalisme pur et journalisme commercial
La télévision, comme média très hétéronome, est fortement soumise à la loi du marché (l’audimat). Elle tend à favoriser le commercial contre l’autonome, c'est-à-dire contre les valeurs de la profession journalistique. Par son pouvoir de déformation du champ médiatique elle va pousser les autres médias à faire comme elle. 
La logique du commercial est celle de la loi du marché, on fait ce qui a de fortes chances d'augmenter les ventes, ce qui « passe bien ». C’est avant tout le fonctionnement d'un journal à scandale : affaires politico-médiatiques, faits divers, sport, etc. La télévision accorde une grande part de son temps à ce genre de nouvelles. Or le temps est l’une des choses les plus rares à la télévision. Selon Bourdieu, si on parle de ces choses futiles c’est qu’en réalité elles ont une importance cruciale : 
- au point de vue économique : elles font vendre
- et au point de vue politique : on ne parle pas d’autres choses plus importantes.

La télévision touche un nombre immense de personnes - bien qu'une certaine régression se fasse sentir sur les nouvelles générations, plus tournées vers l'internet et les réseaux sociaux - et elle est soumise à la loi de l’audimat. Cette double constatation permet d’éclairer l’importance du fait divers : pour vendre au plus grand monde, pour faire de l’audimat, la télévision ne peut se permettre d’être polémique. Parler de choses sans intérêt, qui ne suscitent aucun débat (ou des débats factices et médiatiquement orchestrés), c’est toucher tout le monde sans vexer personne. La prégnance de la loi du marché conduit automatiquement à la dépolitisation. La télévision dépolitise, elle représente un danger pour la démocratie. Danger d’autant plus grand qu’en même temps qu’ils sont soumis au marché et à sa logique dépolitisante, ceux qui font la télévision se prétendent les défenseurs de la démocratie, défenseurs de la démocratie au moyen de la télé.

## L'homogénéisation des médias
Sur un plan plus général, le champ journalistique, poussé par la logique  de la concurrence, finit par proposer une production uniforme. Au lieu de produire de la différence, la logique du marché aboutit ici à tout homogénéiser. 
Les journalistes traitent les mêmes sujets : « ils en ont parlé, il faut qu’on en parle aussi ». L’implicite de ce genre de phrase est que, pour un média, ne pas parler d'un sujet traité par ses concurrents revient à être « dépassé » par eux - ce qu’il faut éviter. Pour se distinguer il s’agit alors de produire des micro-différences qui ne seront vues en réalité par personne. Pour le journaliste ce n’est pas ce qu’il dit qui compte mais comment il le dit, ce qui l'amène à se démarquer sur la forme plutôt que sur le fond. Cette volonté de « ne pas passer à côté » et de se distinguer provient de l’idée que ces différences auront un impact réel sur la vente. Idée évidemment fausse puisque personne, si ce n'est les journalistes, ne perçoit ces micro-différences. 
Cette homogénéisation de la production est aussi à mettre en lien avec la circulation circulaire de l’information dans le champ journalistique. Au-delà de l’uniformisation de l’information, la loi du marché provoque aussi des ravages du point de vue déontologique et politique. La sur-information, la montée en épingle d’une nouvelle, peut aboutir à des conséquences plus que regrettables. Le battage médiatique peut provoquer des réactions chez les politiques, qui se voient contraints de réagir et qui font passer une mesure ou loi qui n'aurait pas été adoptée sans la pression des médias.

## L'influence du journalisme
Le journalisme a un pouvoir sur les autres champs. Mais c’est lui-même un champ soumis. À travers le champ journalistique c’est la loi du marché, le commercial, qui s’impose. 
Au niveau de l’évaluation des professionnels et de leurs œuvres cela pose un problème de légitimité. On a la légitimité médiatique d'une part, et la légitimité propre à chaque champ. Les deux ne se recoupent pas forcément et cela contribue à créer un flou pour le profane. Qui est un bon écrivain ? Celui que les médias désignent comme tel ? Ou celui qui est reconnu par ses pairs comme étant un bon écrivain ? Cette confusion fait apparaitre une catégorie mixte. Des gens qui jouent sur les deux légitimités à la fois : n’étant pas assez compétentes dans leur domaine pour être reconnues par leurs pairs, ces personnes vont trouver dans les médias une légitimité externe. 
Au niveau de la diffusion des œuvres on arrive à un écart entre les conditions nécessaires pour produire un ouvrage « pur », « autonome », et les conditions de diffusion. Les conditions de diffusion sont liées au marché, pour avoir une large audience, il faut que ce soit « vendeur ». Les conditions de production de l’œuvre sont l’exact inverse.

## Réception
Grand succès éditorial des éditions Liber-Raisons d'agir, le livre s'est vendu à plus de cent mille exemplaires et a été traduit en 26 langues.